# Mario Majoni
Mario Majoni (* 27. Mai 1910 in Quarto dei Mille, heute Teil von Genua; † 16. August 1985 in Genua) war ein italienischer Wasserballspieler. Mit der italienischen Nationalmannschaft wurde er Olympiasieger 1948 und Europameister 1947. Nach seiner Karriere als Aktiver wurde er italienischer Nationaltrainer.

## Sportliche Karriere
Majoni spielte im Alter von 14 Jahren erstmals Wasserball in der obersten italienischen Liga. 1935 gewann er mit Rari Nantes Camogli seinen ersten italienischen Meistertitel. 1936 folgte der zweite Titel mit Rari Nantes Florentia. Nach der Unterbrechung durch den Zweiten Weltkrieg gewann er 1947 mit dem Mailänder Verein Canottieri Olona seinen dritten Meistertitel.
Von 1934 bis 1948 gehörte Majoni der italienischen Nationalmannschaft an, trotz der Kriegsunterbrechung brachte er es auf 118 Länderspiele. Bei der Europameisterschaft 1947 in Monte Carlo gewannen die Italiener den Titel vor den Mannschaften aus Schweden und Belgien. Im Jahr darauf bei den Olympischen Spielen 1948 in London siegten die Italiener vor den Ungarn und den Niederländern. Die italienische Mannschaft hatte in der zweiten Runde die Ungarn mit 4:3 geschlagen. Da beide Mannschaften bis in die Finalrunde aufrückten, blieb dieses Ergebnis für die Medaillenvergabe des Turniers entscheidend. Der mittlerweile 38-jährige Majoni war als Mannschaftskapitän und Verteidiger in vier Spielen dabei, nicht aber in dem Spiel gegen die Ungarn.
Nach den Olympischen Spielen 1948 beendete Majoni seine Laufbahn als Spieler und wurde Trainer der italienischen Nationalmannschaft. Er betreute die Mannschaft bei den Olympischen Spielen 1952 und der Europameisterschaft 1954 und erreichte mit seiner Mannschaft jeweils den dritten Platz. Nach einer zehn Jahre währenden Unterbrechung war Majoni noch einmal Nationaltrainer und führte die Mannschaft bei den
Olympischen Spielen 1968 zum vierten Platz und 1972 zum sechsten Platz. Mario Majoni produzierte mehrere Bücher und Lehrfilme über die grundlegenden Techniken im Wasserball sowie zu Regeln und Taktik.
1972 wurde Mario Majoni als erster Italiener in die International Swimming Hall of Fame (ISHOF) aufgenommen.